# Harmódio e Aristógito
Harmódio e Aristógito, também conhecidos como os Tiranicidas, foram dois antigos atenienses que se tornaram heróis por terem matado Hiparco, filho de Pisístrato.
Pisístrato foi o responsável pela introdução da tirania em Atenas, tendo governado entre 546 e 527 a.C. A palavra "tirania" não possuía nesta época a conotação negativa que tem hoje, referindo-se apenas ao governo de alguém que tinha tomado o poder pela força. Quando Pisístrato faleceu, o poder passou para os seus filhos, Hípias e Hiparco. Este último interessava-se mais pelas artes do que pelo governo da pólis ateniense, levando uma vida boémia.
De acordo com o relato do historiador Tucídides, na obra História da Guerra do Peloponeso, Hiparco teria por duas vezes feito propostas de carácter sexual a Harmódio, amante de Aristógito, que as rejeitou. A relação de Harmódio e Aristógito enquadrava-se no modelo pederástico existente na Grécia Antiga. Aristógito era o amante mais velho (provavelmente com cerca de trinta anos) e Harmódio o adolescente, que deveria ser protegido.
Para se vingar da recusa de Harmódio, Hiparco humilhou publicamente a irmã deste. O acto gerou a fúria dos dois amantes que arquitectaram um plano, junto com outros atenienses descontentes com o governo dos tiranos, para matar Hiparco e Hípias no festival das Panateneias em 514 a.C. Chegado o momento de executar o plano, Harmódio e Aristógito agiram de forma precipitada e acabaram por matar apenas Hiparco. No tumulto que se gerou, Harmódio foi morto pelos guardas. Aristógito seria feito prisioneiro, tendo sido torturado até à morte.
Após a morte do irmão, Hípias tomou medidas autoritárias, que geraram descontentamento entre a população. Em certa medida, o acto de Harmódio e Aristógito levaria ao fim da tirania em Atenas, já que em 510 a.C. o rei espartano Cleómenes I invade a cidade e provoca a fuga de Hípias, que acabará por refugiar junto do rei persa Dario I.
Harmódio e Aristógito tornaram-se símbolos da liberdade e da democracia. Os seus descendentes teriam recebido vários privilégios, como o direito a refeições gratuitas pagas pela pólis. Foram também os primeiros atenienses a terem um grupo escultórico construído em sua honra, um monumento da autoria de Antenor que se encontrava na ágora, e que foi levado por Xerxes I em 480-479 a.C. quando este invadiu a Ática, e devolvido mais tarde por Antíoco. Este grupo escultórico foi substituído por nova obra da autoria de Crítios, que também se perdeu, sobrevivendo apenas em cópias romanas. Os amantes surgem de lado a lado; Harmódio tem o braço levantado acima da cabeça e na mão segura uma espada, enquanto que Aristógito surge de pernas afastadas, com uma espada na sua mão direita e manto a cair do seu braço esquerdo.
A literatura também se inspirou no par como mostram os trabalhos de nomes como Lord Byron (Childe Harold's Pilgrimage), A. C. Swinburne (Athens: An Ode) e Edgar Allan Poe (Hymn to Aristogeiton and Harmodius).